# Daisuke Ono
Daisuke Ono (小野 大 輔, Ono Daisuke, Sakawa,  Kōchi, 4 de maio de 1978) é um dublador e cantor japonês. Ele é conhecido por seus papéis como Itsuki Koizumi em "Suzumiya Haruhi no Yūutsu", Shizuo Heiwajima em "Durarara!!", Sebastian Michaelis em Kuroshitsuji, Akira Nikaido em Monochrome Factor, Erwin Smith em Shingeki no Kyojin,  Silver The Hedgehog na franquia  Sonic The Hedgehog e Jotaro Kujo em JoJo's Bizarre Adventure Ele ganhou o prêmio duas vezes na 4ª edição do Seiyū Awards na categoria de Melhor Ator Principal por seu papel como Sebastian Michaelis e Jotaro Kujo, bem como o prêmio de "Melhor Personalidade" na nona edição. Outros papéis notáveis incluem Hotsuma Renjou em Uragiri wa Boku no Namae ou Shitteiru, Shintarō Midorima em Kuroko no Basket, Jyushimatsu Matsuno em Osomatsu-san, Shima Kaidō em Super Lovers e Mamoru Akasaka  em Higurashi no Naku Koro ni.

## Biografia
Formou-se na Escola Secundária de Koichi. Mais tarde se formou no Escola de Arte da Nihon University. Daisuke tentou seguir carreira na televisão. No entanto, seu trabalho foi amplamente criticado por seu professor, e ele logo se interessou pela atuação. Ele decidiu ser dublador e começou com pequenos papéis em séries transmitidas pela Kanagawa Television. Em 2006, seu papel como Itsuki Koizumi em Suzumiya Haruhi no Yūutsu foi o papel que o catapultou e fez sua popularidade crescer consideravelmente. Ele era afiliado à Mausu Promotion até 2016.

## Trabalhos
Em negrito estão papéis principais.

### Anime
2002
- Full Metal Panic! - Shota Sakamoto[7]
- Lupin III: Episode 0 "First Contact"[7]
- Weiß Kreuz Glühen[7]

2003
- Ashita no Nadja - Massimo (ep 20)[7]
- AVENGER[7]
- Da Capo - Kuri Rix
- Full Metal Panic? Fumoffu - Shota Sakamoto[7]
- Godannar - Sugiyama[7]
- Hungry Heart: Wild Striker - Kikumoto Hajime[7]
- Kimi ga Nozomu Eien - Homem[7]
- Mermaid Melody Pichi Pichi Pitch - Persona A no Salão de Cerimônias[7]
- Planet Survival[7]
- Onegai ☆ Twins - Namorador (ep 1)[7]
- R.O.D the TV - Editor Chefe[7]
- Rockman.EXE Axess - PrisMan.EXE[7]
- Negima! - Albireo Imma[7]
- Saiyuki Reload - Demonio (ep 18)[7]
- Scrapped Princess - Kidaf Gillot o Silenciador[7]
- Tsukihime - apresentador (ep 1), colega de classe A (ep 6), empregado (ep 6), cadáver (ep 10)[7]

2004
- 2 × 2 = Shinobuden - Ninja #2[7]
- Agatha Christie's Great Detectives Poirot and Marple - Harold Crackenthorpe (ep 23)[7]
- Black Jack - Subordinado B[7]
- Burst Angel - Estudante C[7]
- Elfen Lied - Pai de Kouta (ep 12)[7]
- Futakoi - Juntaro Gonda[7]
- Gakuen Alice - Homem A (ep 1), Médico (ep 14), Subordinado de Reo (ep 15), Homem velho (ep 20), Domador de animais selvagens (eps 23-24)[7]
- Genshiken - Otaku A (ep 3), Presidente do Conselho Estudantil (ep 5)[7]
- Godannar Season 2 - Sugiyama[7]
- Midori Days - Maestro de Qi Gong master (ep 11)[7]
- Naruto - Toki (ep 210)[7]
- Rockman.EXE Stream - PrisMan.EXE, Ken[7]
- Saiyuki Gunlock - Bozu[7]
- Samurai 7
- ToHeart ~Remember My Memories~ - Árbitro (ep 5)[7]
- Uta∽Kata - Ryo (ep 2), Turista (ep 7)[7]
- Yakitate!! Japan - Examinador, Guardião #2 (ep 41)[7]
- Zatch Bell! (Gofure)[7]

2005
- AIR - Yukito Kunisaki, Sora[7]
- Gokujō Seitokai - Yuuichi Kimizuka[7]
- Blood+ - Sorimachi (eps 7 y 15)[7]
- Eyeshield 21 - Kengo Mizumachi[7]
- Fushigiboshi no Futagohime - Aaron[7]
- Ginga Densetsu Weed - Kite[7]
- Honey and Clover - Narrador (ep 3), Estudante C (ep 4), Matsuda Ichiro (ep 12), Estudante B (ep 15), Toast Master (ep 18)[7]
- Jigoku Shōjo - Masaya Kataoka (ep 11)[7]
- Kōchū Ōja Mushikingu - Kakaro
- Noein: To Your Other Self - Enra[7]
- Oden-kun - Konnya-kun
- Rozen Maiden ~träumend~ - Enju[7]
- Starship Operators - Gotou (ep 1)

2006
- Bleach - Mabashi[7]
- Gift (novela visual)#Anime|Gift 〜eternal rainbow〜 - Sakaguchi
- Glass Fleet - Boneco A (ep 6)
- Higurashi no Naku Koro ni - Mamoru Akasaka[7]
- Kashimashi ~Girl Meets Girl~ - Asuta Soro
- Mamoru-kun ni Megami no Shukufuku o! - Maya Sudou
- Nerima Daikon Brothers - Chefe de gangsteres (ep 4)
- Night Head Genesis - Beta
- Rec - Yoshio Hatakeda
- Red Garden - Nick
- Suzumiya Haruhi no Yūutsu - Itsuki Koizumi[8]
- Witchblade - Osada

2007
- Dragonaut: The Resonance - Jin Kamishina[7]
- Engage Planet Kiss Dum - Shū Aiba[7]
- Genshiken Season 2 - Presidente do Conselho Estudantil (ep 7)
- Higurashi no Naku Koro ni Kai - Mamoru Akasaka (eps 1 e 7)[7]
- Idolmaster: Xenoglossia - Naraba Daidō
- Kaze no Stigma - Kazuma Yagami[7]
- Kotetsushin Jeeg - Kenji Kusanagi[7]
- Lucky ☆ Star - Daisuke Ono (ele mismo) (eps 20 e 21)
- Mahō Shōjo Lyrical Nanoha StrikerS - Verossa Acous
- Minami-ke - Hosaka[9][7]
- Rental Magica - Kagezaki
- Seto no Hanayome - Kai Mikawa[7]
- Shinigami no Ballad - Matsumoto (ep 6)[7]
- Shinkyoku Sōkai Polyphonica - Akatsuki Dirrane

2008
- Chaos;Head - Daisuke Misumi
- Toshokan Sensō - Hikaru Asahina
- Kuroshitsuji - Sebastian Michaelis[10]
- Minami-ke: Okawari - Hosaka[11]
- Monochrome Factor - Akira Nikaidou[7]
- Neo Angelique Abyss - Hyuga[7]
- Wagaya no Oinari-sama - Ebisu
- Yozakura Quartet - Kyōsuke Kishi[7]

2009
- 11eyes - Kakeru Satsuki
- Clannad: After Story - Sasaki[7]
- Slap-up Party: Arad Senki - Danjin
- Hanasakeru Seishōnen - Eugene Alexander du Volcan[7]
- Minami-ke: Okaeri - Hosaka[12]
- Miracle☆Train ~Ōedo-sen e Yōkoso~ - Izayoi Tsukishima
- Pandora Hearts - Jack Vessalius
- Sora o Kakeru Shōjo - Shigure Shinguji
- Sora no Manimani - Musa (ep 9)
- Sora o Miageru Shōjo no Hitomi ni Utsuru Sekai - Munto
- Suzumiya Haruhi no Yūutsu 2009 - Itsuki Koizumi[8]
- Umineko no Naku Koro ni - Battler Ushiromiya

2010
- Blood Jewel - Jack Jeckers
- Densetsu no Yūsha no Densetsu - Sion Astal
- Durarara!! - Shizuo Heiwajima[13]
- Fortune Arterial - Kohei Hasekura
- Giant Killing - Luigi Yoshida
- Kuroshitsuji II - Sebastian Michaelis[10]
- Psychic Detective Yakumo - Yakumo Saito
- Tono to Issho - Kagetsuna Katakura
- Uragiri wa Boku no Namae o Shitteiru - Hotsuma Renjou
- WORKING!! - Jun Satō[14]

2011
- Ao no Exorcist - Arthur Auguste Angel
- A Channel - Profesor Satō, Estudante A
- Dantalian no Shoka - Huey[15]
- Deadman Wonderland - Nagi Kengamine
- Dog Days - General Bernard
- Kami-sama no Memo-chō - Yondaime
- Kyōkai Senjō no Horizon - Tenzou Crossunite[16]
- Mobile Suit Gundam AGE - Woolf Enneacle
- Tono to Issho: Gantai no Yabō - Kagetsuna Katakura
- WORKING'!! - Jun Satō[14]
- Bleach - Tsukishima Shūkuro
- Saint Seiya: The Lost Canvas - Hades Mythology - Manigoldo de Câncer

2012
- AKB0048 - Ushiyama
- Brave 10 - Kirigakure Saizō
- K - Kuroh Yatogami
- Kuroko no Basket - Shintarō Midorima
- Magi: The Labyrinth of Magic! - Sinbad
- Kyōkai Senjō no Horizon - Tenzou Crossunite, Hassan Fullbush
- Muv-Luv Alternative: Total Eclipse - Yuuya Bridges
- New Prince of Tennis - Kazuya Tokugawa
- Papa no Iukoto o Kikinasai! - Kouichi Nimura
- Shirokuma Cafe - Llama
- Space Battleship Yamato 2199 - Susumu Kodai[17]

2013
- Karneval - Hirato
- Minami-ke: Tadaima - Hosaka
- Tamako Market - Kaoru Hanase
- Kakumeiki Valvrave - Cain
- Shingeki no Kyojin - Erwin Smith
- Uta no Prince-sama: Maji Love 2000% - Sumeragi Kira
- Brothers Conflict - Subaru Asahina
- Magi: The Labyrinth of Magic! - Sinbad
- Kuroko no Basket 2 - Shintarō Midorima

2014
- JoJo's Bizarre Adventure - Jotaro Kujo[7]
- Noragami - Daikoku
- Kamigami No Asobi - Hades Idoneus
- Kuroshituji: Book Of Circus - Sebastian Michaelis[7]
- Gekkan Shōjo Nozaki-kun - Mitsuya Maeno[7]
- Barakamon - Seishū Handa[7]
- Gugure! Kokkuri-san - Kokkuri-san

2015
- Sengoku Musou - Sanada Noboyuki
- Durarara!!x2 Shou - Shizuo Heiwajima
- Kuroko no Basket 3 - Shintarō Midorima
- The Disappearance of Nagato Yuki-chan Itsuki Koizumi
- Working!!! - Satou Jun
- Yamada-kun to 7-nin no Majo - Ushio Igarashi
- Shingeki! Kyojin Chūgakkō - Erwin Smith
- Dog Days - Bernard Sabrage
- JoJo's Bizarre Adventure: Stardust Crusaders Egypt Arc - Jotaro Kujo[7]
- K: Return of Kings - Kuroh Yatogami
- Noragami Aragoto - Daikoku
- Osomatsu-san - Jyushimatsu Matsuno
- Owari no Seraph - Norito Goshi
- Uta no☆Prince-sama♪ Maji Love Revolutions - Sumeragi Kira

2016
- 91 Days - Vanno Clemente
- Dimension W - Kyōma Mabuchi[7]
- Drifters - Butch Cassidy
- JoJo's Bizarre Adventure: Diamond is Unbreakable - Jotaro Kujo[7]
- Norn9 - Natsuhiko Azuma[7]
- Oshiete! Galko-chan - Supoo
- Prince of Stride: Alternative - Heath Hasekura
- Sekkō Boys - Mars
- Trickster – Edogawa Rampo 'Shōnen Tantei-dan' Yori - Kogorō Akechi[7]
- Watashi ga Motete Dōsunda - Lord
- Servamp - Yumikage Tsukimitsu
- B-Project: Kodou*Ambitious - Tomohisa Kitakado[7]
- Tales of Zestiria the X - Dezel
- Uta no Prince-sama Maji LOVE Legend Star - Sumeragi Kira
- Durarara!! X2 Ten - Heiwajima Shizuo[7]
- Durarara!!X2 Ketsu - Heiwajima Shizuo[7]
- Days - Kimishita Atsushi

2017
- Fūka - Nobuaki Yahagi (eps 3,4,7)[7]
- Fukumenkei Noise - Yoshito "Haruyoshi" Haruno
- Katsugeki: Touken Ranbu - Sakamoto Ryōma
- Kino no Tabi -the Beautiful World- - Kino -original-
- Kobayashi-san Chi no Maid Dragon - Fafnir[7]
- Ōshitsu Kyōshi Haine - Eins von Glanzreich
- Shingeki no Kyojin - Erwin Smith[7]
- Shōkoku no Altair - Doge Antonio Lucio
- Tsurezure Children - Hideki Yukawa
- Osomatsu-san 2 - Jyushimatsu Matsuno

2018
- Hakata Tonkotsu Ramens - Zenji Banba
- Rokuhōdō Yotsuiro Biyori - Gregorio "Gure" Valentino
- Nanatsu no Taizai Season 2 - Drole[7]
- Kishuku Gakkou no Juliet - Airu Inzuka
- Hataraku Saibō - Célula T Assassina[7]
- Gakuen Babysitters - Keigo Saikawa

2019
- Bem - Helmut Felt
- Bungō Stray Dogs|Bungō Stray Dogs 3 - A "Ace"
- Mairimashita! Iruma-kun - Naberius Callego[7]

2020
- Somali to Mori no Kamisama - Golem[7]
- Olympia Kyklos - Demetrios
- Tower of God - Phonsekal Laure
- En'en no Shōbōtai - Pan ko paat
- Higurashi no Naku Koro ni Gou - Mamoru Akasaka ep 15[7]